# Rickovo zmrtvení
Rickovo zmrtvení (v anglickém originále Ricksy Business) je jedenáctý a poslední díl první řady amerického sci-fi seriálu Rick a Morty. Napsali jej Ryan Ridley a Tom Kauffman a režíroval Stephen Sandoval, vysílal se 14. dubna 2014. V Česku měla epizoda premiéru 19. listopadu 2017 na stanici Prima Comedy Central. Finální epizodu sledovalo 2,13 milionu amerických diváků.

## Děj
Jerry a Beth se účastní rekonstrukce potopení Titanicu, ale loď se nečekaně nepotopí. Jerry stráví nějaký čas o samotě s Lucy, uklízečkou, která se nakonec ukáže být pomatenou fanynkou filmu a nutí ho, aby s ní pod hrozbou použití zbraně napodoboval scény. Málem Jerryho znásilní, ale Beth ho zachrání. Rick mezitím zůstává na starosti Mortyho a Summer, ale ti pořádají velkou párty. Mezi hosty jsou teenageři, mimozemšťané, Kolečkohlav, Squanchy a Abradolf Lincler (Rickův pokus zkombinovat DNA Adolfa Hitlera a Abrahama Lincolna za cílem vytvořit neutrálního vůdce. Pokus se nepovedlo a Lincler je psychicky labilní). 
Nejenže udělají nepořádek, ale celý dům je omylem poslán do jiné dimenze, kde Lincler zdánlivě zemře při hledání drog pro Ricka. Nakonec jsou hosté posláni pryč a dům je vrácen na své místo. Rick, Morty a Summer mají jen pár minut času, než dorazí Beth a Jerry, a tak pomocí vynálezu zmrazí čas, což jim umožní dům opravit. Podívají se na film Titanic a jednomyslně se shodnou na tom, jak je hrozný.

## Přijetí
První řada má na Rotten Tomatoes na základě 28 recenzí 96 % hodnocení s průměrnou známkou 8,19 z 10. Shoda kritiků na této stránce zní: „Rick a Morty vtrhne na obrazovky a okamžitě zapůsobí svými živými barevnými skvrnami, improvizovaným hlasovým projevem a hutně vypointovanými sci-fi eskapádami – do vesmírně bezcitné premisy vnáší překvapivou dávku srdce.“
Joe Matar z Den of Geek epizodu pochválil, udělil jí čtyři hvězdičky z pěti a řekl: „Je to méně o příběhu a více o tom, že na nás chrlí jednu absurdní sci-fi věc za druhou, což z epizody dělá něco jako kvantitu nad kvalitou. Ale to není úplně přesné, protože všechny sci-fi věci jsou docela kvalitní. Jednorázové postavy jsou spousta absurdní zábavy a je tu řada fantastických one-linerů.“ Zack Handlen z The A.V. Club řekl: „Tady jsme na konci první sezóny s epizodou, která pevně sedí v komfortní zóně seriálu; nic pozoruhodného, nic netlačí na pilu, ale samotná epizoda je velmi vynalézavá.“

## Zajímavosti
- Když se Squanchy zeptá Ricka, zda může „squanchovat“, Rick mu odpoví: „Mi casa es su casa“ (Můj domov je tvůj domov). Jde o odkaz na scénu z Pulp Fiction: Historky z podsvětí (1994), v níž stejnou větu pronese Lance (Eric Stoltz) poté, co se ho Vincent Vega (John Travolta) zeptá, zda si může v jeho domě šlehnout.[5]